# Falun de Saint-Grégoire
Le falun de Saint-Grégoire s'est formé au Miocène (Burdigalien inférieur - Serravallien supérieur, Langhien) dans la zone médiane de la Bretagne, par sédimentation, dans une matrice argilo-sableuse, d'algues calcaires et de coquillages présents dans la mer des Faluns qui faisait de l'Ouest de cette région une île en la séparant du reste du continent. Yves Milon fait référence aux faluns vindoboniens de Bretagne.
Le gisement se situe à 6 km au nord de Rennes sur la commune de Saint-Grégoire. Il est défini par Fernand Kerforne comme un ensemble de faluns se rapportant au type Savignéen (que l'on trouve à Savigné-sur-Lathan, Chazé-Henry, Saint-Juvat). La présence d'une nappe phréatique dans les faluns de Saint-Grégoire permet d'alimenter en eau une partie de la région de Rennes.
La dénomination d'un mollusque, Chlamys gregoriensis par Maurice Cossmann se rapporte au Falun de Saint-Grégoire.

## Description
Par son origine, cette roche est aussi appelée faluns de Saint-Grégoire. Un indice de l'antériorité du bassin rennais, est le nom de Sablons de Saint-Grégoire, donné, d'après Jean-Baptiste Ogée, aux produits extraits au Quiou dans la localité même et tout autour. 
Ce calcaire a été utilisé pour la construction d'églises, ainsi que de chapelles, ou encore de tombeaux. On le retrouve également dans les murs de certaines maisons d'habitation.
Si les couches les plus consolidées servaient aux constructions, les couches les plus "tendres" des faluns étaient destinées à la fabrication de chaux ou employées aux fins d'amendement des terres agricoles.
Pour Jean Seunes : « ce sable calcaire est principalement formé de débris roulés de coquilles marines ; on y trouve aussi quelques grains de quartz roulés atteignant parfois la grosseur d'une noix et rarement celle du poing ».
Selon l'étude du BRGM en 2000 : « la faune indique une mer relativement peu profonde, de l’ordre d’une centaine de mètres. L'état brisé et roulé des débris fossilifères atteste de la proximité du rivage dans une partie du golfe miocène brassée par les courants (litages obliques) ; le climat était subtropical ». La rareté de la faune terrestre marque des milieux de dépôts marins éloignés ou protégés des influences continentales. On pense donc plutôt à un archipel d'îles et d'îlots qui dans le détroit est-armoricain ont pu protéger les zones les plus centrales des apports issus des rivages.
La paléotempérature de l'eau de mer estimée est de 20 degrés avec une marge de +/- 2 degrés.

## Situation

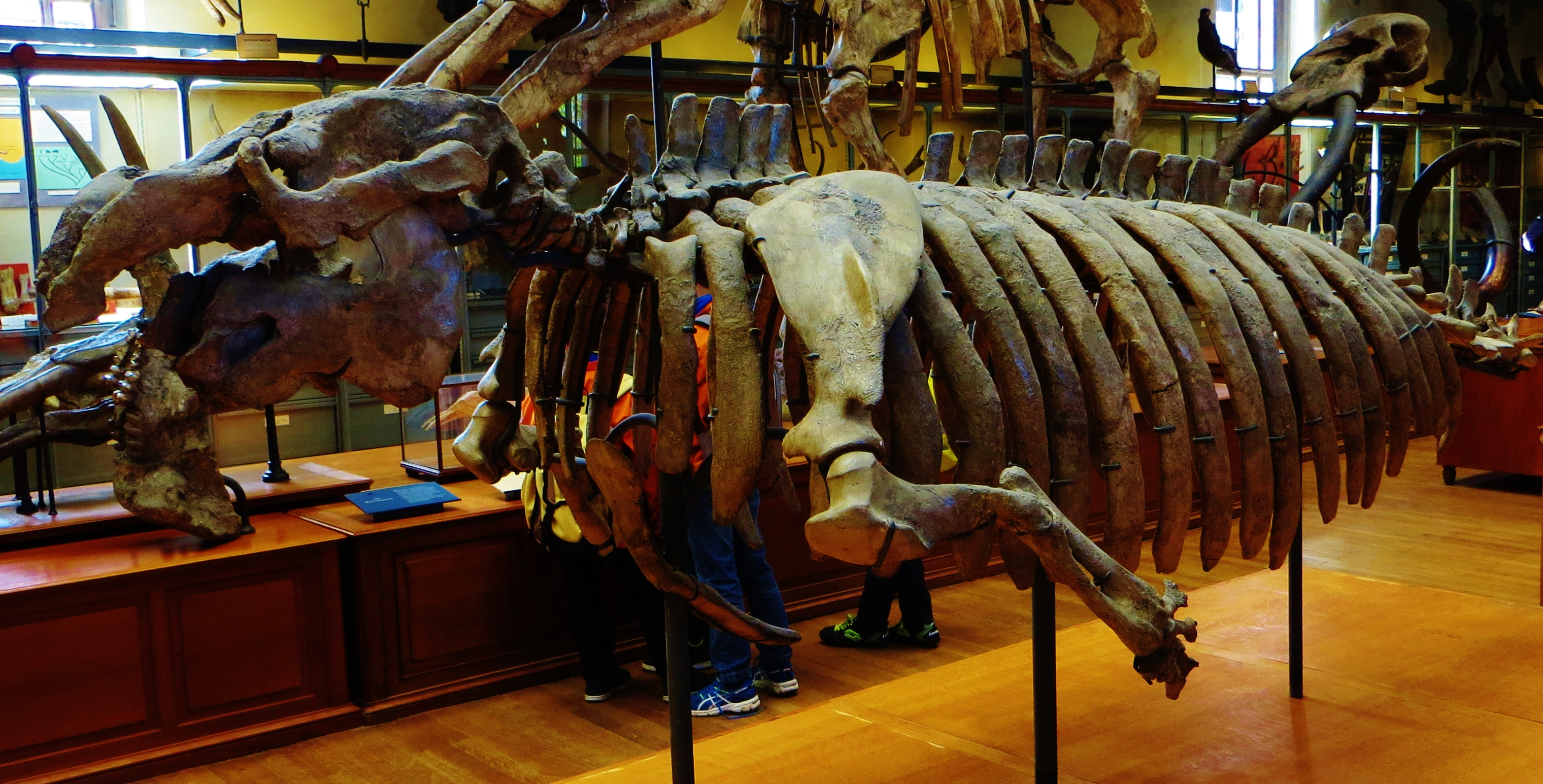
Metaxytherium medium

Gaston-Casimir Vasseur précise à la fin du XIXe siècle la position des affleurements. Gustave-Frédéric Dollfus et Philippe Dautzenberg confirment ces renseignements et donnent une liste de fossiles. 
En 1862, René Le Jariel, maire de Saint-Grégoire, fait construire pour les agriculteurs un four à chaux à feu continu sur les terres qu'il possède à La Noë.
Fernand Kerforne indique en 1920 que Depuis plusieurs années la grande carrière, qui alimentait un four à chaux, est abandonnée ; les carrières qui la précédaient et qui étaient si riches en Vertébrés, sont entièrement recomblées et leur emplacement est livré à la culture ; par contre, une nouvelle carrière, mais encore bien peu importante, a été ouverte près du chemin qui conduit au four à chaux.
Les affleurements aujourd'hui sont rares, la plupart des carrières sont maintenant oblitérées car comblées ou remplies d'eau, l'affleurement est presque toujours caché par la culture ou par les dépôts quaternaires, ou par l'urbanisme. 
Les profondeurs d'extraction sont, depuis la fin du XXe siècle, limitées par l'obligation de respecter la capacité de stockage de l'eau en profondeur (nappe phréatique des faluns).

## Histoire

### Antiquité
Depuis au moins l’époque romaine, le calcaire coquillier de Saint-Grégoire est connu et exploité pour la construction, ou pour la production de chaux. Alexandre Chèvremont indique qu'on a trouvé à Saint-Grégoire, en 1877, des vestiges d'une exploitation gallo-romaine du bassin calcaire : canal d'évacuation des eaux, débris de hangars, poteries, médailles, outils, etc. Les conquérants latins, grands bâtisseurs, ne pouvaient négliger une ressource si précieuse dans un pays dépourvu d'éléments calcaires. La chaux qui sortait du bassin de Saint-Grégoire devait alimenter non seulement les constructions de la cité voisine, mais encore celles des voies romaines, qui en faisaient dans leur premier établissement une grande consommation.
On a trouvé près de la ferme de la Noë des traces d'extractions anciennes de calcaire avec des galeries et des poteries romaines. Ces carrières ont livré en 1842 des objets de l'Âge du Bronze qui sont conservés au Musée Archéologique de Rennes, et en 1880 des objets romains.

### Singularités de l'Armorique
Le falun de Saint-Grégoire est selon Germain Baudre cité dans le Petit traité de l'antiquité et singularités de Bretagne Armorique de Roch Le Baillif dès le XVIe siècle.
Le Baillif parle de la « pierre Istricus », de la « crapaudine », de la pierre ponce, et de la « Langue de Serpent (Telum Jovis) » les suivantes : la « pierre Astacus », la « Serpe de Saturne », et la « Dent armorique ». Il déclare dans son traité : « Ces trois dernières avec le Telum Jovis se trouvent en bonne quantité à une lieüe près ceste ville de Rennes sur un lieu appartenant au sieur de la Mouneraye Riant, lequel m'en apporta bonne quantité. ».
Pour Germain Baudre, ce que Le Baillif prenait pour des pierres, n'était autre chose que des fossiles trouvés dans les faluns de Saint-Grégoire. Il reste plus réservé sur la Langue de Serpent.

### XVIIIesiècle
Antoine Joseph Dezallier d'Argenville signale :
- en 1742, dans L'histoire naturelle éclaircie dans deux de ses parties principales, la lithologie et la conchyliologie, dont l'une traite des pierres et l'autre des coquillages... présente La moitié d'une Came toute blanche, elle est remarquable par une rangée de petites dents haut & bas, On l'a fouillée proche Rennes, ainsi qu'un Limaçon qui vient de Rennes en Bretagne, il n'est point umbiliqué ; sa bouche est sans bourrelet & il ne diffère des autres que par un fond gris, avec des fascies violettes bariolées de blanc. Il indique aussi le lien avec la collection du Président Christophe-Paul de Robien, et de son fils Christophe-Paul-Gautron de Robien ;
- en 1751 et en latin In Parochiâ S. Gregoire in suburbio civitatis (m) Rhedonum, lapis dictus Osteocola naturâ coralli fossilis invenitur[22] ;
- et dans sa traduction en français en 1755 dans la paroisse de Saint-Grégoire, au faubourg de la ville de Rennes, on trouve des amas de sable, que la mer a déposés, qui ne sont autre chose qu'un detritum de coquilles assez semblable à du sable et dont les paysans se servent pour fertiliser leurs terres ; ils le nomment sable de Saint-Grégoire et il contient souvent des coquilles entières et de l'ostéocole.

Jean-Baptiste Gardeil signale dans les Mémoires de mathématique et de physique, présentés à l'Académie des Sciences en 1760 la présence de coquillages fossiles en quantité à Saint-Grégoire. Pierre-Joseph Buc'hoz reprend dans son Dictionnaire minéralogique et hydrologique de la France, en 1772 les éléments donnés en 1751 par Antoine Joseph Dezallier d'Argenville.

### XIXesiècle
Le sable calcaire (sablon), est signalé pour la première fois en 1813, par Pitre Pierre-Louis Athénas. Il était exploité à La Bertèche pour la fabrication de la chaux employée en grande partie à l'amendement des terres. Les dépôts étaient activement exploités ; les différents fours sont abandonnés depuis longtemps. Émile Le Puillon de Boblaye fait figurer les faluns en 1827 sur la carte qui accompagne son Essai sur la configuration et la constitution géologique de la Bretagne.
Cette indication est reproduite par Adolphe Toulmouche en 1833 sur la Carte géologique de l'Ille-et-Vilaine. Toulmouche détaille une étude minéralogique et géologique présentée la même année au congrès scientifique de Caen. Il y signale les nombreux fossiles, peignes, pétoncles, cellépores, dents de squales et côtes de lamantins que l'on y trouve. Le poudingue siliceux ou caillou de Rennes se trouve en blocs au milieu d'argiles sableuses, au S.-E. de cette ville, sur la route de Châtillon.
À l'été 1840, Charles Lyell sous la conduite de Hyacinthe Pontallié trouve dans les anciennes carrières de Saint-Grégoire des coraux, des coquillages, un Spatangus et des dents de requins. En 1843, Édouard Placide Duchassaing de Fontbressin supposait que les faluns de Saint-Grégoire étaient supérieurs à des couches analogues à celles du bassin de Paris. Cette supposition est fausse, puisque le dépôt a pour substratum immédiat les schistes de Rennes.

### Fossiles
C'est à partir du XIXe siècle que les dépôts du Miocène moyen de Bretagne ont fait l'objet des premières études paléontologiques. Les fossiles qui suscitaient le plus grand intérêt étaient, comme pour les Faluns d'Anjou et de Touraine, les bryozoaires, les pectinidés, les échinides et les restes de vertébrés.
En 1847, Jean-Louis Hardouin Michelin de Choisy signale dans son Iconographie zoophytologique la présence de Alecto vesiculosa, et d'Obelia disticha. 
En 1849, Adolphe d'Archiac dans L'histoire des progrès de la Géologie de 1839 à 1845 reprend les constatations d'Adolphe Toulmouche.
Le falun est décrit en 1858 par Marie Rouault pour les vertébrés fossiles et Jacques-Raoul Tournouër pour les mollusques. Une partie des collections de Marie Rouault est à l'origine du Musée géologique de Rennes.
Le falun est figuré par François Massieu en 1866, sur la Carte géologique de l'Ille-et-Vilaine. En 1868, Yves Bazin de Jessey recueille des Cyclolines dans la masse même du falun de Saint-Grégoire, près de Rennes. 
En 1875, Henri Émile Sauvage indique plusieurs espèces de Labridés du falun : Nummoplatus non Pharyngodopilus Haueri, Nummopalatus sacheri (trouvé à Saint-Grégoire par Sacher), Nummopalatus heterodon.
En 1879, Paul Lebesconte donne une description succincte du falun. En 1884, Yves Bazin de Jessey signale Echinocyamus lebescontei et Echinantus armoricus. En 1892, Paul Lebesconte indique qu' A Saint-Grégoire, les faluns sont généralement superposés à un conglomérat à très gros éléments renfermant aussi les débris de vertébrés et de poissons. Cette couche constitue évidemment la base du dépôt. En 1896, Jean Seunes signale plusieurs échinidés trouvés à Saint-Grégoire dont Echinolampas dinanensis.

### XXesiècle

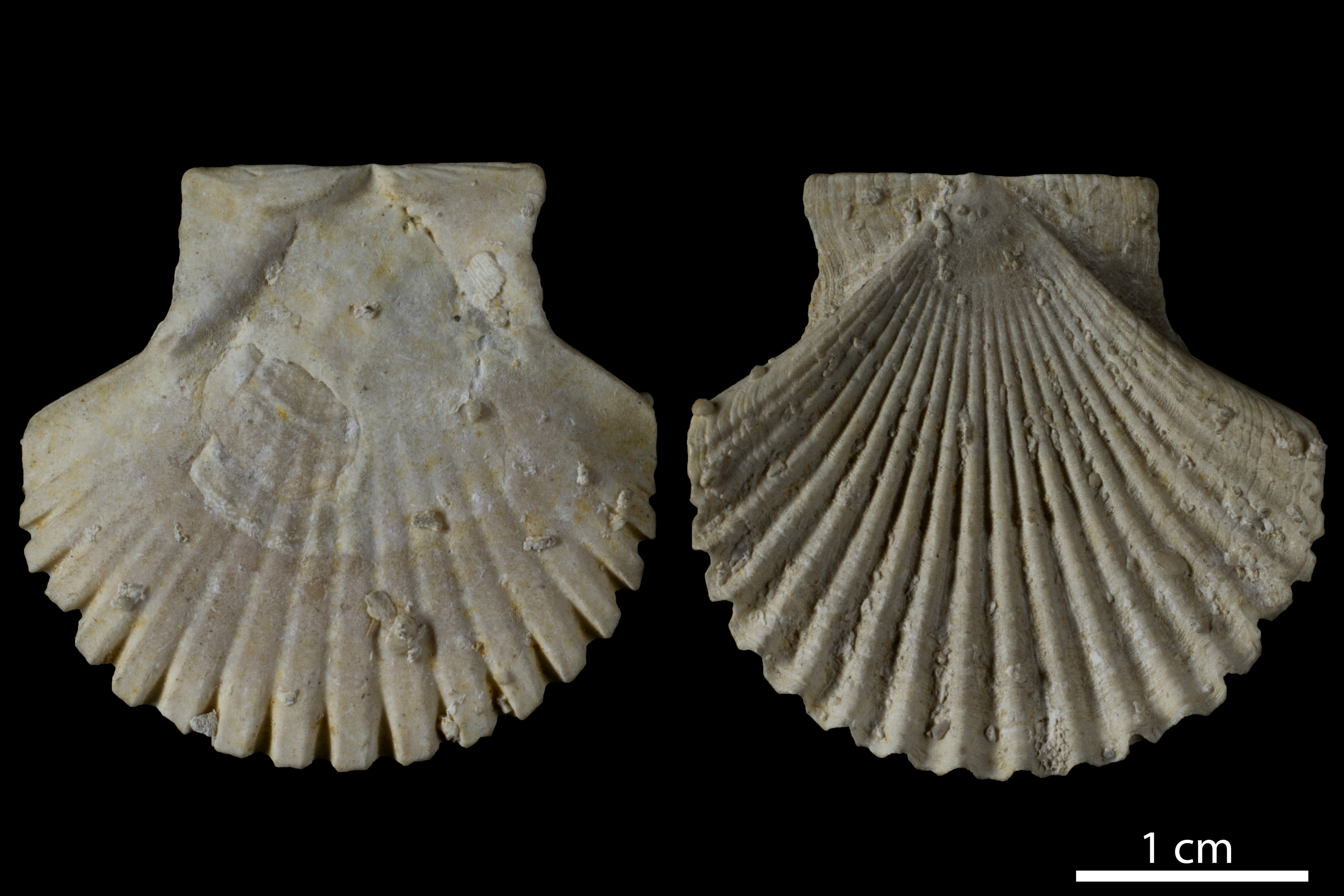
Pecten sylvestreisacyi.

Au cours du XXe siècle, des monographies paléontologiques sont réalisées en réunissant bien souvent les faluns de Bretagne, à ceux contemporains d'Anjou et de Touraine.
En 1902, Gustave-Frédéric Dollfus, Philippe Dautzenberg signalent à Saint-Grégoire : Pecten latissimus, Flabellipecten solarium, Pecten seniensis, Pecten multistriatus, Pecten praebenedictus, Pecten aldrovandi, Pecten fasciculatus, Hinnites crispus, Lima lima, Spondylus crassicosta.
En 1915, Jacques de Morgan signale comme mollusque à Saint-Grégoire : Crania hoëninghausii. En 1927, R. Mazères signale la présence de Cerithium intradentatum Desh., Ficula condita, Cypraea leporina, Cypraea globosa, ainsi que deux beaux échantillons paraissant se rapporter à Panopea ou à Lutraria. Il indique que le Gigantopecten ligerianus y est très abondant.
Dans les années 1920, Charles Armand Picquenard signale plusieurs nouveaux mollusques trouvés par lui : Pecten beudanti, Gryphaea.
Jean Roger indique en 1939 que Maurice Cossmann a découvert en 1929, deux espèces qui restent spécifiques à la région de Rennes : Pecten sylvestreisacyi, et le Chlamys gregoriensis. On cite dans les collections de l'Institut royal des sciences naturelles de Belgique la présence à Saint-Grégoire de Gigantopecten latissimus, Gigantopecten restitutensis, Chlamys linguafelis.
En 1957, Maurice Leriche est le premier à décrire un palais dentaire se rapportant à la famille des Diodontidae provenant des faluns de Saint-Grégoire. En 2011, Cyril Gagnaison confirme son appartenance au genre Diodon.
En 1996, Christophe Lecuyer et al. indique la présence de Diplodus sp., Metaxytherium medium, Isurus sp., Odontaspis sp., Carcharhinus sp. et Aetobatus.
En 2011, Didier Neraudeau et al. signale la présence à Saint-Grégoire :
- de Pectinidae de grandes tailles contrairement aux falunières des Côtes d'Armor : Le Quiou et Trémufel ;
- d'échinides, en citant Arbacina monilis comme abondant, et Echinolampas sp..

## Fossiles

### Mammifères marins
Ils sont représentés par des nombreux restes de siréniens ou Vache marine (Sirenia, un ordre de mammifères marins herbivores phylogénétiquement proches des proboscidiens, des hyracoïdes, des embrithopodes et des desmostyliens, mais ressemblant à certains cétacés : ils sont aujourd'hui représentés par les Lamantins et les dugongs. On trouve dans le Falun de Saint-Grégoire, les restes de sirénien, très abondant qui appartiennent à une unique espèce :
- Metaxytherium medium.

### Poissons marins
Ces vertébrés sont représentés par des Chondrichthyes (requins, batoïdes et autres raies, chimères), et des Osteichthyes (poissons osseux).

### Requins

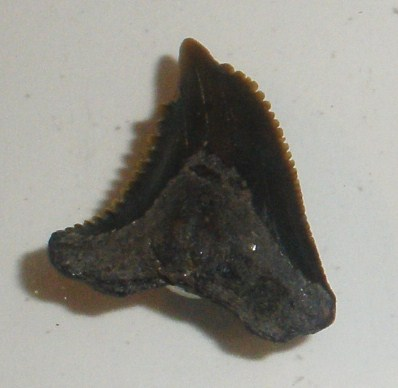
Dent fossilisée dHemipristis serra.

Les requins du Falun de Saint-Grégoire sont essentiellement connus par de nombreuses dents, dont la hauteur dépasse rarement 4 cm.
Les espèces traditionnellement citées sont :
- Carcharodon hastalis ;
- Notorhyncus primigenius ;
- Isurus desori ;
- Mégalodon[61] ;
- Carcharias acutissima ;
- Araloselachus cuspidata ;
- Hemipristis serra ;
- Galeocerdo aduncus.

### Batoïdes
Dans le Miocène du Falun de Saint-Grégoire, les batoïdes sont représentés par des restes de Myliobatidae, dont le Myliobatis guyoti.

### Poissons osseux
Les poissons osseux du Miocène du Falun de Saint-Grégoire sont uniquement représentés par des actinoptérygiens. Il s'agit de Perciformes Labridae (labres, vieilles, vras... principalement carnivores et broyeurs) et Sparidae (Brème de mer, pagres, daurades).
- Labridae
  - Labrodon pavimentatum
  - Trigonodon jugleri
- Sparidae
  - Diplodus jomnitanus
  - Pagrus cinctus
- Diodontidae
  - Diodon

### Invertébrés marins
Ils sont les constituants majeurs des faluns. Ces organismes sont souvent fragmentaires, et les individus complets sont difficiles à extraire de leur gangue. Les invertébrés du Falun de Saint-Grégoire ont été principalement étudiés à la fin du XIXe siècle et au début du XXe siècle. Ils nécessitent certainement une révision. Les plus abondants sont les mollusques, les brachiopodes, les crustacés, qui sont associés à de plus rares échinodermes, bryozoaires...

#### Bivalves
Ils sont notamment représentés par :
- des Pectinidae, coquilles Saint-Jacques, pétoncles, et dont :
  - Pecten praebenedictus,
  - Gigantopecten ligerianus,
  - Manupecten fasciculatus,
  - Hinnites crispus dubuissoni,
  - Pecten sylvestreisacyi ;
- des Chlamys, dont :
  - Chlamys bezieri,
  - Chlamys gregoriensis ;
- des Limidae, dont :
  - Lima tegulata.

#### Gastéropodes
On y trouve principalement des Conidae.

#### Brachiopodes
Ils ont été observés sous la forme d'accumulation de coquilles de térébratules, mais ces spécimens sont souvent incomplets. 
On rapporte :
- Terebratula hoernesi.

#### Arthropodes crustacés
Ils semblent essentiellement représentés par des cirripèdes coloniaux attribués à la Balanidae Megabalanus tintinnabulum.

#### Echinodermes
Ils sont présents dans le Falun de Saint-Grégoire. On note :
- Arbacina monilis ;
- Echinolampas dinanensis ;
- Echinanthus lecointrae ;
- Milletia ;
- Parascutella faujasi ;
- Spatangus britannus ;
- Spatangus ornatus.

#### Bryozoaires
Des bryozaires (Ectoprocta) Cheilostomatida ont été originellement rapportés aux genres Celleporidae et Retepora par Gaston-Casimir Vasseur en 1831. Ultérieurement, Canu et Lecointre (1925-1930, 1933-1934), puis Émile Buge ont largement amendé cette liste. 
On trouve :
- des Cyclostomata, dont :
  - Hornera striata ;
- et des Cheilostomatida dont :
  - Hippadenella deshayesi,
  - Hippadenella pelliculata,
  - Hippopleurifera grandis,
  - Metrarabdotos moniliferum,
  - Repetera flabelliformis,
  - Steganoporella elegans,
  - Steganoporella punctata.

Les bryozoaires constituent l'essentiel de la biomasse (faciès Savignéen) et les plus petites espèces encroûtent bien souvent les autres organismes ce qui rend leur dégagement délicat.

## Sources
- Roch du Baillif, Petit traité de l'antiquité et singularités de Bretagne Armorique. En laquelle se trouve bains curons la Lepre, Podagre, Hydropisie, Paralisie, Ulcères et autres maladies..., 1577. Ce traité fait partie du Démostérion mais se trouve séparé du reste par un titre particulier celui ci-dessus) qui occupe la page 161.  La dernière ligne du volume porte : Fin du labeur demosteric du sieur de la Rivière, médicin.
- Antoine Joseph Dezallier d'Argenville, ''L'histoire naturelle éclaircie dans deux de ses parties principales, la lithologie et la conchyliologie, dont l'une traite des pierres et l'autre des coquillages..., 1742 ; Enumerationis fossilium, quae in omnibus Galliae provinciis reperiuntur, tentamina, 1751 ; L'histoire naturelle eclaircie dans une de ses parties principales, 1755, p. 407. ; Essai sur l'histoire naturelle des fossiles qui se trouvent dans toutes les provinces de France
- Pitre Pierre-Louis Athénas, Annales de la Société académique de Nantes, 1813, p. 74.
- Jules Desnoyers, Observations sur un ensemble de dépôts marins plus récents que les terrains tertiaires du bassin de la Seine, et constituant une formation géologique distincte, Annales des Sciences naturelles. Février 1828.
- Jules Desnoyers, Notice sur les terrains tertiaires du Nord-Ouest de la France, autres que la formation des faluns de la Loire, Bulletin de la Société géologique de France. 1re série, t. II, p. 414. 4 juin 1832.
- Description géologique du département d'Ille-et-Vilaine, Annales des Mines, 1835, série 3, volume 8. .
- Jean-Baptiste Payer, Études géologiques et botaniques sur les terrains tertiaires des environs de Rennes, 1841.
- Édouard Placide Duchassaing de Fontbressin, Considérations générales sur les faluns, description des terrains tertiaires de la Bretagne et des principaux fossiles qui s'y trouvent (impr. de Lacour et Maistrasse, Paris), Thèse de 1843, p. 14).
- Marie Rouault, Note sur les Vertébrés fossiles des terrains sédimentaires de l'ouest de la France, Comptes rendus, Académie des sciences, 1858, p. 100.
- Jacques-Raoul Tournouër, Sur les lambeaux de terrain tertiaire des environs de Rennes et de Dinan, en Bretagne, et particulièrement sur la présence de l’étage des sables de Fontainebleau aux environs de Rennes, Raoul Tournouër, imprimerie de E. Blot, 1868,  [présentation en ligne]
- Paul Lebesconte, Note sur les fossiles dans les faluns de la Bretagne, 1870, Bulletin de la Société Géologique de France, 2° série, t. XXVII, p. 702 (27 juin 1870).
- Jacques-Raoul Tournouër, Sur quelques coquilles oligocènes des environs de Rennes, 1872, Bulletin de la Société Géologique de France, 2° série, t. XXIX, p. 481 (3 juin 1872).
- Henri Émile Sauvage, Note sur le genre Nummoplatus et sur les espèces de ce genre trouvées dans les terrains tertiaires de la France, Bulletin de la Société géologique de France, 3e série, t. III, p. 613, pl. xxn-xxm ; 1875.
- Henri Émile Sauvage, Étude sur les poissons des faluns de Bretagne, Mémoires de la Société des sciences naturelles de Saône-et-Loire, 1880. p. 37.
- Gaston-Casimir Vasseur, Terrains tertiaires de la France occidentale (Thèse), 1880.
- Jacques-Raoul Tournouër, Étude sur les fossiles de l'étage tongrien des environs de Rennes, Bulletin de la Société Géologique de France, 2e série, t. XXV, p. 367 et 389.
- Paul Lebesconte, Bulletin de la Société Géologique de France, 3e série, t. VII, p. 451.
- Yves Bazin de Jessey, Sur les Echnides du Miocène moyen de la Bretagne, Bulletin de la Société Géologique de France, 3e série, t. XII, p. 34-45, pl. 1-3., 1883
- Paul Lebesconte, Bulletin de la Société scientifique et médicale de l'Ouest , 1892, p. 280.
- Jean Seunes, Compte rendu d'une Excursion géologique entre Rennes et Saint-Grégoire, Bulletin de la Société scientifique et médicale de l'Ouest, 1893, p. 93-94.
- Jean Seunes,  Note sur quelques Echinides des Faluns miocènes de la Bretagne, Bulletin de la Société scientifique et médicale de l'Ouest, 1896, p. 87.
- Fernand Kerforne, Un cas de tératologie dans une Scutella faujasii. Bulletin de la Société scientifique et médicale de l'Ouest, séance du 5 février 1897, p. 24-28.
- Gustave-Frédéric Dollfus, Philippe Dautzenberg, Conchyliologie du Miocène moyen du Bassin de la Loire. Première partie : Description des gisements. Mémoire de la Société Géologique de France, t. X, no 27, fasc. 2-3. 1902.
- Fernand Kerforne, Sur un échantillon de Minerai de Cuivre trouvé à Saint-Grégoire (Ille-et-Vilaine). Bulletin de la Société scientifique et médicale de l'Ouest, 1914, p. 92.
- Fernand Kerforne, Excursion à Saint-Grégoire , Bulletin de la Société scientifique et médicale de l'Ouest, 1917, p. 41-42.
- Maurice Cossmann, Monographie illustré des mollusques oligocèniques des environs de Rennes. Journal de Conchyliologie, t. 64, vol. 3, p. 133-199, 1919
- Fernand Kerforne, Excursion de Saint-Grégoire (près Rennes), Étude des Faluns tertiaires, Bulletin de la Société géologique et minéralogique de Bretagne, 1920, p. 195-196.
- Charles Armand Picquenard, Mollusques fossiles inédits ou nouveaux de l'Helvétien des environs de Rennes et de Dinan. Bulletin de la Société géologique et minéralogique de Bretagne, 1921, p. 397.
- Charles Armand Picquenard, Les Pectidinidés du Miocène moyen de Bretagne. Bulletin de la Société géologique et minéralogique de Bretagne, 1922, p. 39.
- Yves Milon, Présence de la glauconie dans les faluns vindoboniens de Bretagne, Bulletin de la Société géologique et minéralogique de Bretagne, 1926, p. 1043.
- Germain Baudre, Les singularités de Bretagne-Armorique. D'après un traité du XVIe siècle., Bulletin de la Société géologique et minéralogique de Bretagne, 1925.
- R. Mazères, Note sur la faune des faluns du Quiou, de Saint-Grégoire et de la Chaussairie, Bulletin de la Société géologique et minéralogique de Bretagne, 1927, p. 20-21.
- Jean Roger, Le genre Chlamys dans les formations néogènes de l'Europe, thèse, mémoire de la Société Géologique de France, 1939.
- Emile Buge, Les bryozoaires du Néogène de l'Ouest de la France et leur signification stratigraphique et paléobiologique, Mémoires du Muséum d'Histoire Naturelle de Paris, Série C; 6, 436 p.
- Maurice Leriche, Les Poissons néogènes de la Bretagne, de l'Anjou et de la Touraine, Mémoires de la Société géologique de France. Nouvelle série. Mémoire no 81. Paris, Société géologique de France, 1957. Revu et complété par Jeanne Signeux, avant-propos de Georges Lecointre, Société géologique de France, 1957 (posthume)
- Suzanne Durand, Le tertiaire de Bretagne : étude stratigraphique, sédimentologique et tectonique, Collection : Mémoires de la Société géologique et minéralogique de Bretagne ; 12 , 1960.
- C. Lecuyer, P. Grandjean, F. Paris, M. Robardet, and D. Robineau. 1996. Deciphering "temperature" and "salinity" from biogenic phosphates: the 6180 of coexisting fishes and mammals of the Middle Miocene sea of western France. Palaeogeography, Palaeoclimatology, Palaeoecology 126(1):61-74
- TRAUTMANN F., PARIS F.  (2000) – Carte  géol.  France  (1/50 000), feuille Rennes (317). Orléans : BRGM. Notice explicative par TRAUTMANN F., PARIS F., CARN A.(2000), 85 p.  (ISBN 2-7159-1317-6)
- TRAUTMANN F., PARIS F., CARN A. (1999) – Notice explicative, Carte géol. France  (1/50 000), feuille  Rennes  (317).  Orléans :  BRGM, 85  p.  Carte  géologique  par TRAUTMANN F., PARIS F. (2000   (ISBN 2-7159-1317-6)
- J.A. Barrat, R.N. Taylor, J.P. Andre, R.W. Nesbitt, Ch. Lecuyer, Strontium isotopes in biogenic phosphates from a a neogene marineformation: implications for palaeoseawater studies, Chemical Geology 168 2000 325–332
- Ortwin Schultz & David R. Belwood, Trigonodon oweni and Asima jugleri are different parts of the same species Trigonodon jugleri, a Chiseltooth Wrasse from the Lower and Middle Miocene in Central Europe (Osteichthyes, Labridae, Trigonodontinae), 2004.
- Didier Néraudeau, Didier Senan, Jean-Christophe Dudicourt, Les faluns du Miocène moyen de Bretagne in Fossiles, revue française de paléontologie, No 8, 2011, p. 36-38.
- Fossiles, revue, no 30, 2017. Les fossiles oligocènes-miocènes des environs de Rennes.